# Howard Roffman
Howard Roffman (ur. 18 kwietnia 1955 w Filadelfii) – amerykański prawnik i fotograf.

## Życiorys
Ukończył studia na Uniwersytecie w Pensylwanii. W 1977 uzyskał tytuł prawnika po ukończeniu Wydziału Prawa na Stanowym Uniwersytecie Florydy. Początkową praktykę prawniczą odbywał w Sądzie Apelacyjnym Piątego Okręgu. Pracował w kancelarii prawniczej „Morgan, Lewis & Bockius” w Waszyngtonie. W 1980 rozpoczął współpracę z wytwórnią filmową Lucasfilm jako radca prawny. Kolejno zatrudniany był w różnych działach wytwórni: marketingu, efektów specjalnych, obróbki końcowej, aż w 1986 otrzymał stanowisko wiceprezesa wytwórni.
Mieszka na stałe w San Francisco, wraz ze swoim wieloletnim partnerem, Duane'm Watersem. Karierę fotografa traktuje jako życiowe hobby. Publikuje głównie akty męskie. Publikację swoich zdjęć rozpoczynał w 1991 od wydawania widokówek i kalendarzy o tematyce homoerotycznej. Później opublikował kilkanaście albumów fotograficznych o tematyce gejowskiej, prezentujących pary i grupy młodych ludzi, zarówno ubranych jak i rozebranych. Modeli do swoich prac werbuje poprzez osobiste rozdawnictwo ulotek i wizytówek w miejscach publicznych: ulica, restauracje, dyskoteki. Współpracuje z niemieckimi wydawcami albumów o tematyce gejowskiej, Michaelem Taubenheimem i wydawnictwem Bruno Gmünder Verlag. Modeli do swoich zdjęć zwerbował również w Niemczech, Czechach i na Słowacji.
Od 1999 jest prezesem spółki „Lucas Licensing”, odpowiedzialnej za marketing, dystrybucję i ochronę praw autorskich wytwórni „Lucasfilm” (w tym takich filmów jak „Star Wars” czy „Indiana Jones”).

## Wybrane publikacje albumowe
- 1995: The Edge of Desire, ISBN 3-86187-129-7
- 1996: Three, ISBN 3-86187-066-5
- 1997: Tales, ISBN 3-86187-104-1
- 1998: Pictures of Fred, ISBN 3-86187-129-7
- 2000: Jagged Youth, ISBN 3-86187-163-7
- 2001: Johan Paulik, ISBN 3-86187-193-9
- 2002: Pictures of Kris, ISBN 3-86187-240-4
- 2002: Friends & Lovers, ISBN 3-86187-260-9
- 2003: The Perfect Boy, ISBN 3-86187-362-1
- 2004: Peter & Petr, ISBN 3-86187-656-6
- 2005: Loving Brian, ISBN 3-86187-956-5
- 2006: The Boys of Bel Ami, ISBN 3-86187-989-1
- 2007: Texas Twins, ISBN 3-86187-858-5